# Île Tok
L'île Tok est une petite île de la mer Jaune en Corée du Nord qui a été classée réserve naturelle pour les oiseaux marins. C'est un des rares lieux de nidification de la petite spatule, une espèce en danger dont la population mondiale est estimée à 288 individus (1988-1990). Cet oiseau y est particulièrement protégé surtout par rapport aux goélands qui pourraient troubler leur reproduction. 
Parmi les 60 espèces d'oiseaux recensées,  les plus notables sont donc la petite spatule (env. 12 exemplaires), l'aigrette à bec jaune (env. 500), le goéland argenté (50), le cormoran noir (600 à 1200), le héron cendré (14 à 20), l'aigrette garzette (2 à 4), le goéland à queue noire (1600 à 3500) et le puffin leucomèle.

## Référence
- Kim Kyongsun, « L’ile Tok, aire de protection d’avifaune marine », La Corée d'aujourd'hui, page 34, juillet 2013.